# Магнит (сеть магазинов)
«Магни́т» — российская сеть розничных магазинов. Основана в 1994 году в Краснодаре Сергеем Галицким, владевшим и управлявшим компанией до 2018 года. С 2021 года крупнейший акционер — инвестиционная компания Marathon Group Александра Винокурова.
По состоянию на 2021 год «Магнит» — третья по выручке частная компания России (после «Лукойла» и X5 Group). С 2021 года компания также владеет сетью магазинов «Дикси». В июне 2023 года компания приобрела маркетплейс KazanExpress, перезапустив его под брендом «Магнит Маркет». В апреле 2025 года «Магнит» стал владельцем сети «Азбука вкуса».
На май 2024 года компания насчитывала более 29 100 торговых точек в 67 регионах России.

## История
Фирма «Тандер» основана в 1994 году в Краснодаре Сергеем Галицким, первоначально занималась оптовыми поставками парфюмерии в южных регионах России. В 1998 году компания открыла первый розничный супермаркет «Магнит» в Краснодаре. Первоначально Галицкий развивал сеть на юге России, избегая конкуренции с крупными розничными компаниями. В начале 2000-х годов небольшие магазины Галицкого были объединены в торговую сеть под названием «Магнит». В 2003 году Галицкий зарегистрировал ОАО «Магнит», которое получило 100 % акций «Тандера».
В 2006 году «Магнит» провёл IPO, на вырученные средства было начато строительство гипермаркетов сети.
В 2010 году открывается первый магазин дрогери-формата — «Магнит Косметик».
В 2012 году создано ООО «МагнитЭнерго» — независимая энергосбытовая организация, призванная оптимизировать расходы на электрическую энергию для всех подразделений холдинга.
В 2015 году сеть «Магнит» впервые в России перешагнула отметку в 10 000 торговых точек и продемонстрировала рекордные темпы роста.
В 2018 году «Магнит» совместно с «Почтой России» начал продажи в тестовых точках на базе почтовых отделений в Москве, Краснодарском крае и Рязанской области. В этом же году «Магнит» вошёл в число крупнейших публичных компаний мирового рейтинга Global 2000 Forbes, став единственным российским ретейлером в этом списке.
В 2018 году компания Marathon Group приобрела 11,82 % акций сети «Магнит» у Группы ВТБ. В том же году «Магнит» приобрёл у Marathon Group фармацевтического дистрибьютора «СИА групп»; приобретение входило в стратегию по развитию бизнес-направлений «Магнит Косметик» и «Магнит Аптека».
В феврале 2019 года сеть магазинов «Магнит» объявила об обновлении брендинга на новый кроссформатный бренд. Тем самым все магазины сети будут оформлены в единой стилистике и объединены новым слоганом «Давайте дружить семьями!».
С мая 2019 года президент компании Marathon Group Александр Винокуров входит в состав Совета директоров сети «Магнит».
В январе 2019 года сообщено об объединении компаний «Дикси», «Бристоль» и «Красное и Белое» в единый розничный бизнес. В апреле 2019 года Федеральная антимонопольная служба одобрила слияние трёх компаний. Незадолго до этого компания «Дикси» внедрила в свою деятельность антимонопольный комплаенс для профилактики нарушений антимонопольного законодательства.
В мае 2021 года «Магнит» объявил о предстоящей покупке контрольного пакета акций и всех магазинов компании «Дикси» за 92,4 млрд руб. Сеть «Дикси» включает 2,6 тысячи магазинов, половина которых находится в Москве и Подмосковье. Предполагается, что «Дикси» продолжит работать как самостоятельное юрлицо, а все магазины продолжат работу под собственным брендом. В июле ФАС одобрила сделку, но выдвинула ограничения: слияние сетей возможно только в тех муниципалитетах, где доля «Магнита» не превышает 25 %. В итоге 142 магазина «Дикси» в сеть «Магнита» не войдут.
В ноябре 2021 года Marathon Group увеличила свою долю в капитале сети до 29,2 %, став таким образом её крупнейшим акционером.
В январе 2022 года компания выкупила активы у издательского дома «Гастроном», специализирующегося на кулинарии, с целью развития медиаплатформы о еде.
Летом 2023 года «Магнит» объявил о намерении выкупить свои акции у нерезидентов, лишившихся возможности торговать ими из-за санкций. Цена выкупа была установлена на уровне 2215 рублей за акцию, что на момент объявления оферты составляло 50 % рыночной цены. Первоначально «Магнит» планировал выкупить 10 % от числа выпущенных акций, но на волне повышенного интереса увеличил квоту до 29,8 %. В сентябре 2023 года «Магнит» сообщил, что выкупил 21,5 % акций у 189 зарубежных инвесторов из 21 страны за 48,5 млрд рублей. Ещё 7,8 % акций «Магнит» выкупил в ходе второго тендера в четвёртом квартале 2023 года. В январе 2024 года компания объявила, что полностью рассчиталась с зарубежными инвесторами. В общей сложности в собственность компании перешло 29,7 % находящихся в обращении акций, выкуп обошёлся в 67 млрд руб.
В марте 2023 года «Магнит» приостановил работу Magnit Pay. Система работала при содействии банка ВТБ, который в 2018 году выкупил акции у сооснователя сети Сергея Галицкого, а в ноябре 2021 года полностью продал свою долю с дисконтом в 9 %.
В ноябре 2023 году «Магнит» приобрел маркетплейс KazanExpress (ООО «КазаньЭкспресс») у «AliExpress Россия» (56,27 %), предпринимателя Сергея Еремеева (33,83 %), основателей компании Линара Хуснуллина (7,8 %) и Кевина Ханды (2,1 %). На базе KazanExpress был запущен собственный маркетплейс «Магнит Маркет».
В октябре 2023 года «Магнит» объявил о покупке 33,01 % дальневосточной сети гипермаркетов «Самбери» с пятилетним опционом на выкуп оставшейся доли. Сеть насчитывает около 300 магазинов различного формата, в том числе 27 гипермаркетов в 10 городах региона и является крупнейшей на Дальнем Востоке. Предполагается, что «Самбери» продолжит работу под собственным брендом. В январе 2024 года стало известно, что ФАС разрешила сделку.
В начале 2025 года компания «Магнит» запустила собственный сервис доставки блюд из ресторанов через мобильное приложение. Первым партнером проекта стала сеть ресторанов быстрого питания Burger King. Заказы доставляют курьеры «Магнита», в дальнейшем планируется внедрение самовывоза и подключение курьеров партнёрских ресторанов. Также в приложении доступна доставка готовой еды под маркой «М кухня».
В апреле 2025 года «Магнит» согласовал приобретение контрольного пакета акций в сети «Азбука вкуса». В мае 2025 сделка была закрыта — ПАО «Магнит» приобрело 81,55 % в ООО «Городской супермаркет», которому принадлежала «Азбука вкуса». Эксперты оценивали сумму сделки в 35-40 млрд руб.

## Финансовые показатели
В 2022 году выручка компании составила 2,35 трлн рублей, чистая прибыль сократилась на 34 % (к 2021 году) до 34,1 млрд рублей.
В 2024 году общая выручка составила 3043,4 млрд руб (рост на 19,6 % г/г), чистая прибыль сократилась до 50 млрд рублей (на 24,4 % год к году).

### Рейтинги
- Рейтинговое агентство АКРА в 2017 году присвоило ПАО «Магнит» рейтинговую оценку AA(RU) со стабильным прогнозом. Рейтинг ежегодно подтверждался, в 2022 году был повышен до AA+(RU), в 2024 — до AAA(RU), в 2025 подтверждён на этом же уровне[41].
- Рейтинговое агентство «Эксперт РА» в 2018 году присвоило ПАО «Магнит» рейтинговую оценку ruAA- со стабильным прогнозом, в 2019 году рейтинг был подтверждён, а затем отозван. В 2023 году присвоена рейтинговая оценка ruAAA со стабильным прогнозом, подтверждена в 2024[42].

## Владельцы и руководство
С момента основания компании и до февраля 2018 года Сергей Галицкий был бессменным генеральным директором группы компаний «Магнит». В феврале 2018 года Галицкий принял решение продать большую часть своей доли в компании банку ВТБ. После этого был избран новый состав Совета директоров и сформирована новая команда менеджмента.
В ноябре 2021 года ВТБ продал 17,28 % обыкновенных акций «Магнита» компании Marathon Group, которая была создана в 2017 году Александром Винокуровым (зятем главы МИД РФ Сергея Лаврова) и Сергеем Захаровым. К 31 декабря 2022 года Marathon Group владела 29,2 % компании.
С 26 июня 2019 пост генерального директора занимал Ян Дюннинг (ранее должность генерального директора занимала Ольга Наумова, покинувшая компанию во втором квартале 2019 года). Вместе с тем, с 17 января 2019 года Дюннинг занимал должность президента сети «Магнит». В июне 2023 года в связи со сменой структуры управления Ян Дюннинг перешёл на должность исполнительного директора. Также была введена должность управляющего директора, её заняла Анна Мелешина.
С 17 мая 2024 года генеральным директором компании назначен Евгений Случевский, ранее занимавший позицию директора по сельскохозяйственному и промышленному комплексу.

## Регионы присутствия
Магазины сети «Магнит» представлены в семи федеральных округах:
| Федеральный округ | Кол-во торговых точек | Кол-во распределительных центров |
| ----------------- | --------------------- | -------------------------------- |
| Центральный       | 4858                  | 9                                |
| Приволжский       | 5295                  | 10                               |
| Южный             | 2762                  | 8                                |
| Уральский         | 1615                  | 4                                |
| Северо-Кавказский | 532                   | 1                                |
| Северо-Западный   | 1087                  | 3                                |
| Сибирский         | 811                   | 3                                |

В апреле 2022 года «Магнит» объявил о выходе на рынок Узбекистана с сетью дрогери MCosmetic, занимающейся продажами товаров для красоты и здоровья. В апреле 2023 года «Магнит» сообщил о планах до конца года увеличить число торговых точек с 20 до 80 в стране за счет экспансии в регионы.

## Форматы магазинов
На 30 июня 2022 года компания насчитывала 26 731 торговую точку в 67 регионах и 4000 населенных пунктах России.

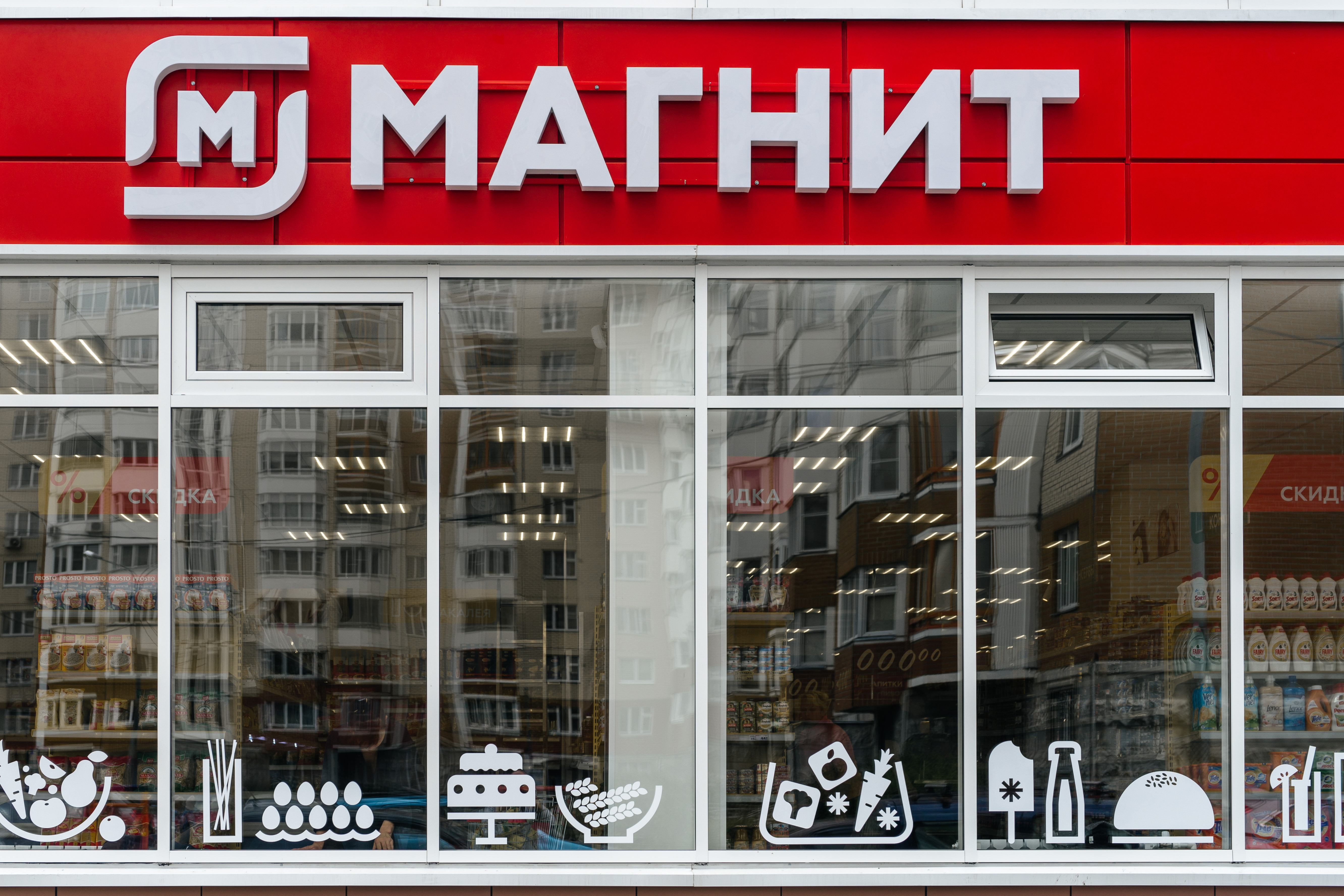
Магазин «Магнит Сити» в формате «У дома» в Москве

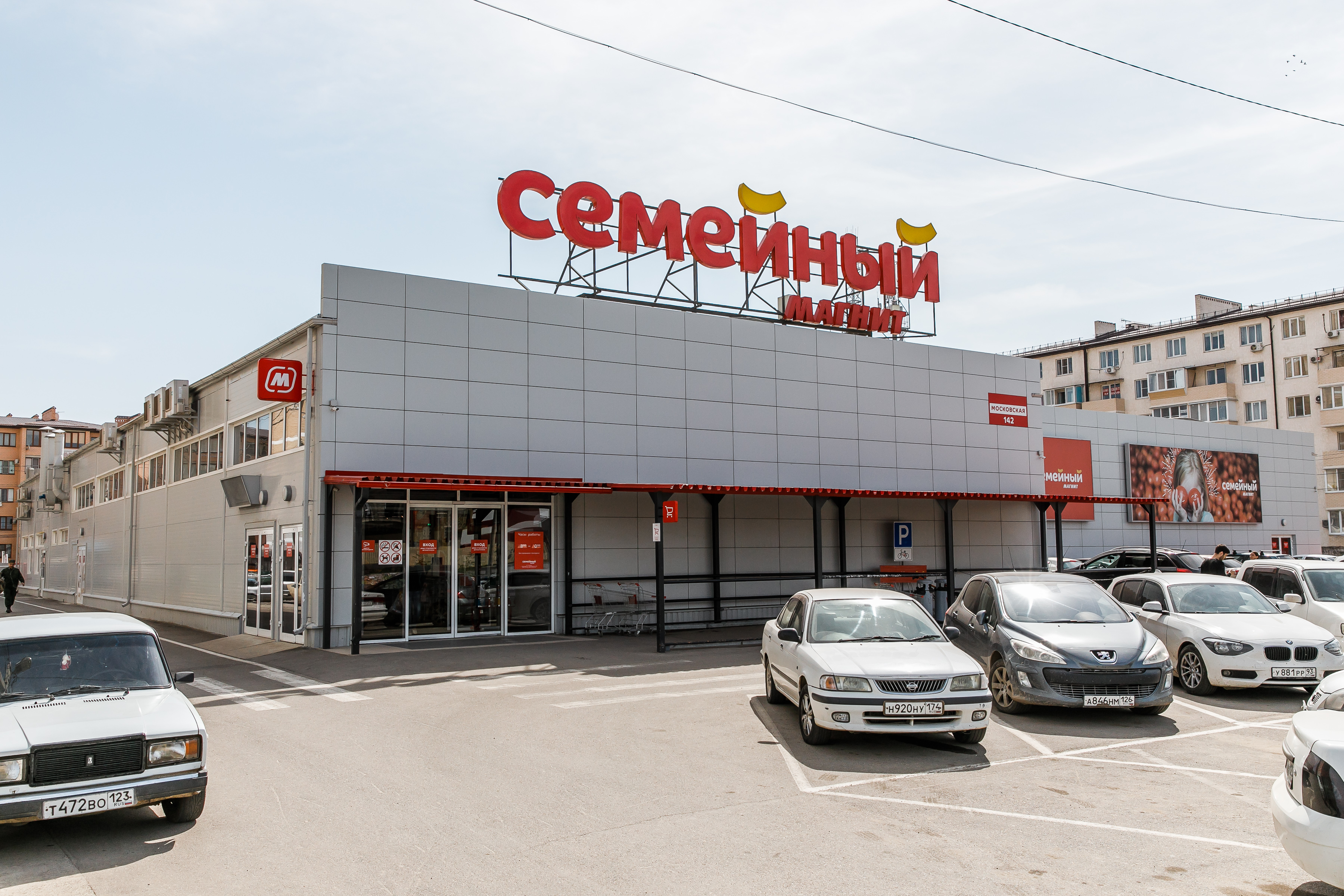
Магазин «Магнит Семейный» в Краснодаре

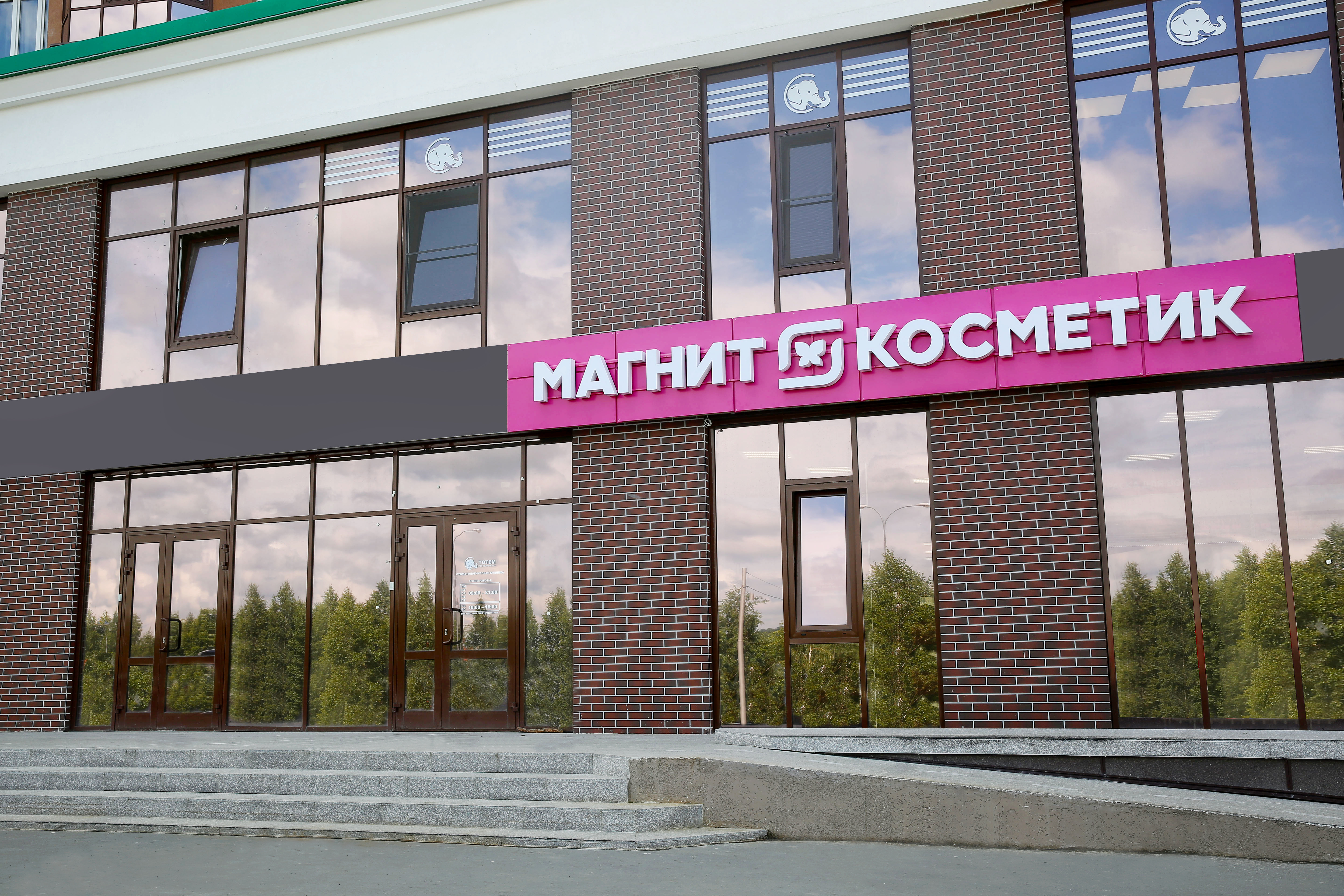
Магазин «Магнит Косметик»

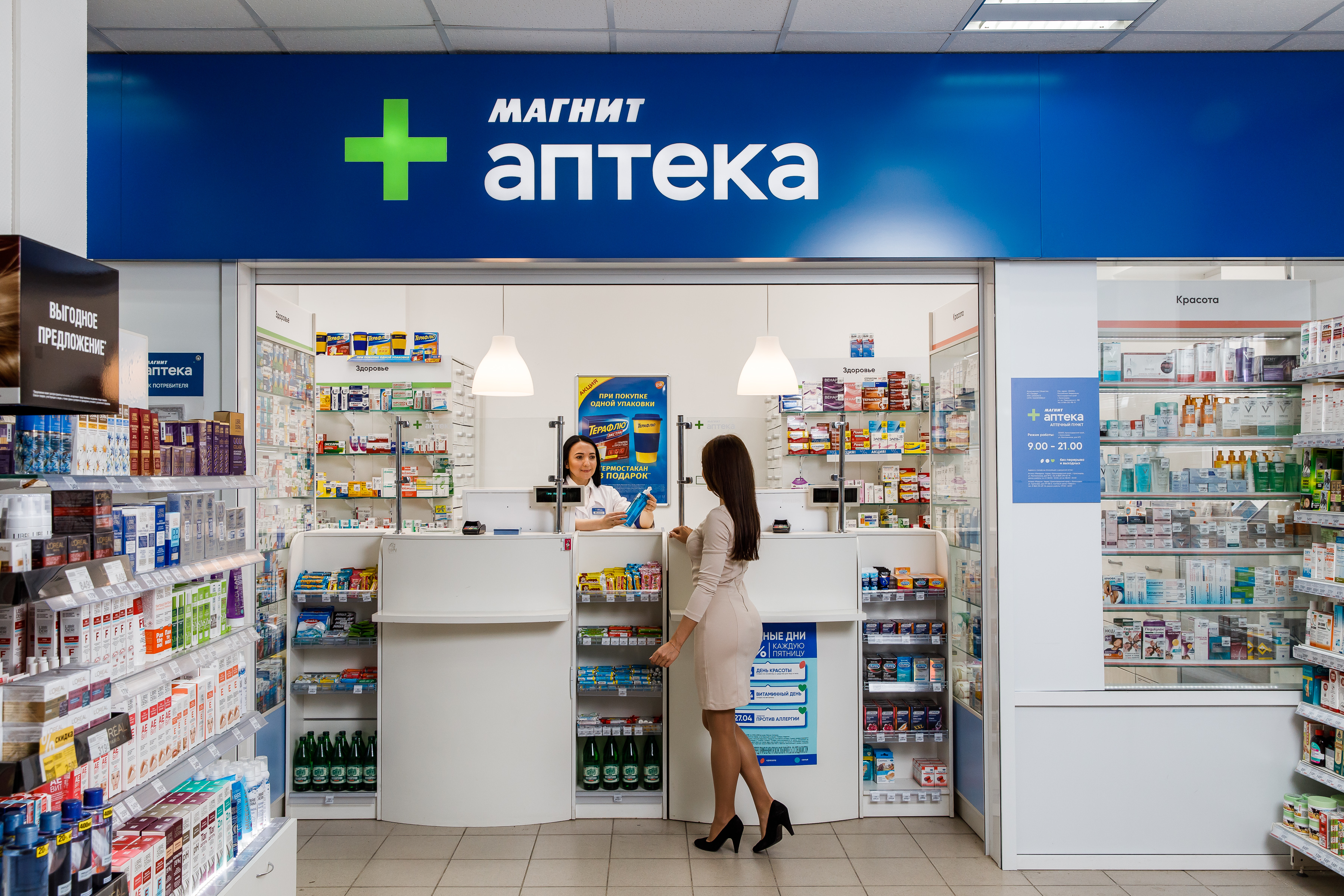
«Магнит Аптека» в оформлении до ребрендинга

К основным действующим форматам «Магнита» относятся следующие форматы: у дома, супермаркеты «Магнит Семейный», гипермаркеты «Магнит Экстра», аптеки «Магнит Аптека», дрогери «Магнит Косметик», дискаунтеры «Моя цена» и «Первый выбор», а также «Магнит Сити» и киоски «Магнит Go».

### «У дома», «Сити», «Вечерний», «Дикси»
В 2004 году после перезапуска все дискаунтеры «Магнит» были переформатированы в магазины «У дома». Они располагаются близко к жилым домам и основным потокам людей — пешеходным или транспортным. Основа ассортимента — продукты питания и товары повседневного спроса и потребления. Средняя площадь магазинов «Магнит» «У дома» составляет 346 м². На II квартал 2019 года сеть «Магнит» насчитывала 14 231 магазинов этого формата.
Формат «Сити» заработал 11 июля 2019 года. «Магнит Сити» — это небольшой магазин с зоной кафе, где можно зарядить телефон, подключиться к wi-fi, перекусить, взять готовую еду с собой, совершить небольшие покупки. В ассортименте — выпечка, которую готовят прямо в магазине, блюда «ready to eat», кофе и чай с собой, снеки, мытые фрукты, молочные продукты, мороженое, напитки. Площадь магазинов — 150—230 м²., количество SKU — от 2 тыс. На II квартал 2019 года сеть «Магнит» насчитывала два магазина этого формата.
В 2019 году «Магнит» открыл первый алкомаркет под брендом «Магнит Вечерний». 22 августа 2019 в Самаре начал работу тестовый магазин нового бренда площадью 200 м², ассортимент включает порядка 2,5 тыс. наименований. В алкомаркете, помимо алкоголя, представлены снеки, кондитерские изделия, орехи, сухофрукты, предметы гигиены и кофе на вынос. В 2021 году «Магнит» отказался от дальнейшего развития «Магнит Вечерний», а также приобрёл сеть магазинов «Дикси».

### «Семейный», «Семейный Плюс», «Оптовый», «Экстра», «Мегамарт»
Формат «Семейный» — супермаркет, отличается от сегмента «у дома» расширенным ассортиментом, включающим непродовольственные товары, а также большей площадью: в среднем это 1 000 — 1 500 кв. метров. На II квартал 2019 года сеть «Магнит» насчитывала 228 магазинов этого формата.
Новый формат «Семейный плюс» — гипермаркет, магазин площадью 1 500 — 3 000 м², в которых помимо совершения покупок предусмотрено участие в дегустациях и акциях. Ассортимент в них распределён по «кубам» — специализированным отделам. На II квартал 2019 года сеть «Магнит» насчитывала 239 магазинов этого формата. В 2021 году «Магнит» купил сеть гипермаркетов «Мегамарт».
Первые магазины «Магнит Опт» были открыты летом 2017 года. Они рассчитаны на предпринимателей и частных покупателей, предпочитающих приобретать товары большим объёмом. В ассортименте магазинов этого формата — около 1,5 тысяч наименований. На конец 2019 года было открыто 23 магазина этого формата.
«Магнит Экстра» — суперстор. В нём более 22 тысячи товаров, в том числе в категориях «фреш» и «ультрафреш», а также собственные торговые марки «Магнита»(например, марка полуфабрикатов «М Кухня»). Площадь таких магазинов больше, чем у «Семейного».

### «Косметик», «Фарма»

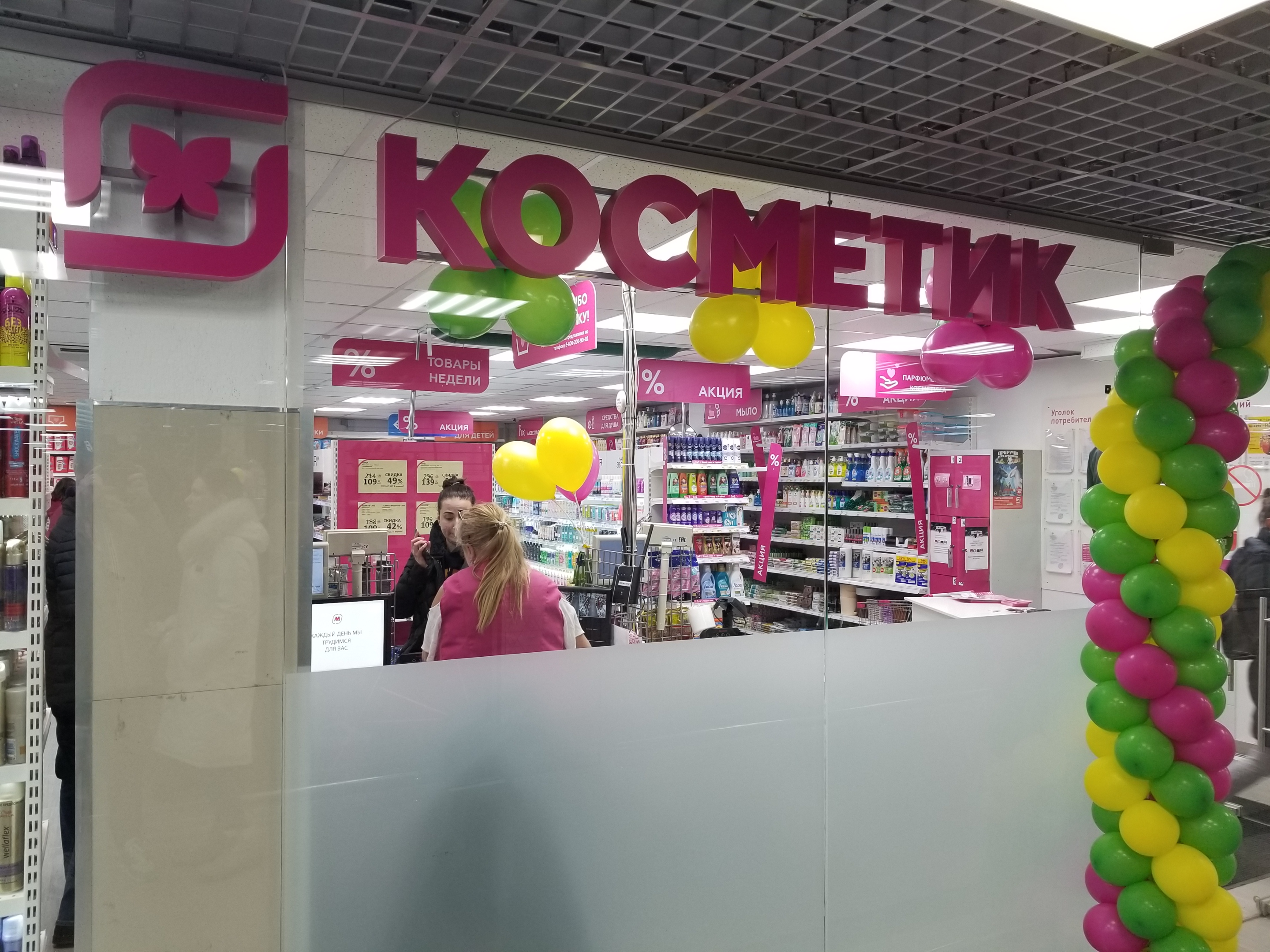
Магазин сети «Магнит Косметик» на улице Кирова в Люберцах

«Магни́т Косме́тик» — российская сеть магазинов дрогери, имеющая в своём составе более пяти тысяч магазинов. Принадлежит торговой сети «Магнит».
Средняя площадь магазинов формата «дрогери» составляет 230 м². В их ассортименте представлены в основном непродовольственные товары для красоты и ухода за домом — косметика, бытовая химия, хозяйственные принадлежности. На 2025 год сеть «Магнит Косметик» насчитывает 5 937 точку продаж. Ассортимент дрогери насчитывает в среднем около 8 000 наименований.
Первый магазин сети «Магнит Косметик» был открыт 20 декабря 2010 года в Краснодаре. К 2018 году сеть «Магнит Косметик» насчитывала около 4 тысяч магазинов: её выручка составляла 91,6 млрд рублей, а торговая сеть стала лидером в России по продажам косметики и парфюмерии, впервые за 15 лет обойдя торговую сеть «Л'Этуаль». По итогам 2020 года сеть сохранила лидерство по выручке среди розничных продавцов косметики и парфюмерии в России.

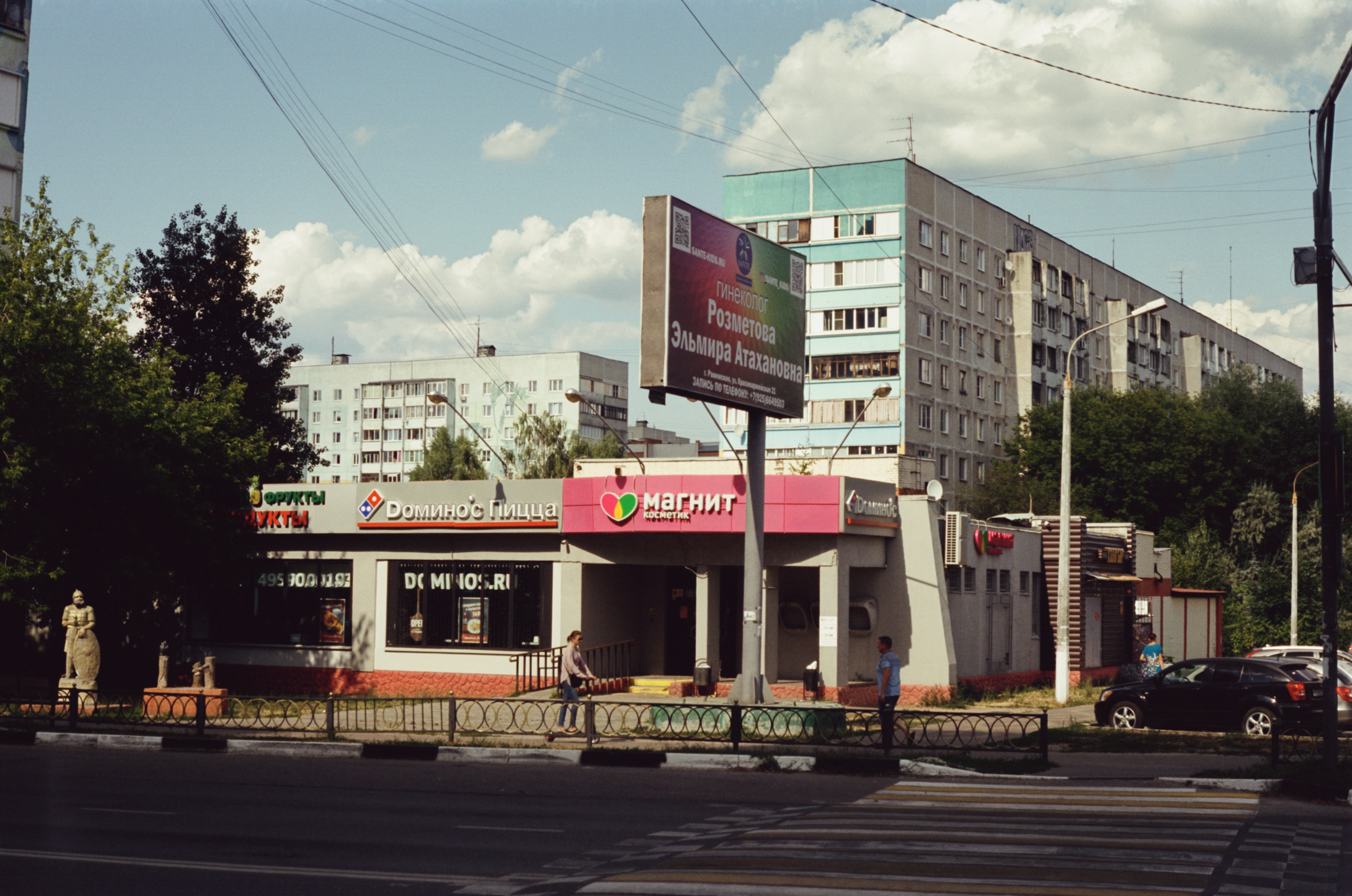
Типовое оформление магазина «Магнит Косметик». Раменское, 2021

Первые четыре точки «Магнит Аптека» открылись в Краснодаре в 2017 году, в течение следующего года сеть выросла до 51 пункта. На конец 2019 года сеть «Магнит» насчитывала 1 159 магазинов этого формата. В аптеках представлен ассортимент из более, чем 3500 товаров — фармацевтической продукции, косметики, детского питания, средств гигиены, медицинских изделий.
По итогам 2018 года выручка «Магнит косметик» выросла на 16 % и достигла 91,6 млрд рублей по сравнению с 78,8 млрд рублей в предыдущем году, что позволило торговой сети выйти на первое место в России по продажам косметики и парфюмерии. Предыдущие 15 лет лидером в этом розничном сегменте была торговая сеть «Лэтуаль». Выручка компании по итогам 2019 года — 109,6 млрд рублей.
По итогам 2020 года «Магнит Косметик» первый по выручке розничный продавец косметики и парфюмерии в России.
В октябре 2021 года открылся первый аптечный магазин-склад сети с расширенным ассортиментом по сравнению с «Магнит Аптекой» для обеспечения онлайн-заказов в порядка 30 аптек. Общий же сервис бронирования аптечных товаров «Магнита» работает в Москве, в Санкт-Петербурге, в Карелии, а также в Ленинградской, Мурманской, Новгородской, Псковской и Тверской областях. Кроме того, в 2021 году «Магнит Аптека» расширяет сотрудничество с аптечными маркетплейсами.
«Магни́т Аптека» — российская сеть магазинов дрогери, имеющая в своём составе 862 магазина. Принадлежит торговой сети «Магнит».
11 июля 2017 года состоялось открытие первых аптек. Первая аптека была открыта в городе Краснодар, улица Сормовская 204 к6.
Работают аптеки с 9:00 до 23:00. На 2023 год открыто 862 аптеки по всей России. Предоставлено в аптеке более 3,5 тысяч товаров.
В августе 2024 года была открыта 1000-я аптека в городе Сочи, Виноградный пер 2.

## Собственное производство
В 2011 «Магнит» запустил собственный тепличный комплекс «Зелёная линия» площадью 130 га, расположенный на территории Краснодарского края, который стал одним из крупнейших в Восточной Европе. В 2017 году компания запустила комплекс для выращивания шампиньонов. Запланированная мощность производства составила 6,5 тысяч тонн грибов в год.
В 2015 году на международном экономическом форуме в Сочи было подписано инвестиционное соглашение о создании индустриального парка в посёлке Дорожный Краснодарского края. Площадь комплекса, в котором разместятся свыше 20 предприятий, составила более 236 га. До конца 2020 года в развитие индустриального парка будет вложено более 40 млрд рублей. В 2018 году на территории парка открылось первое производство хлебопродуктов «Кубанский комбинат хлебопродуктов», одно из крупнейших в стране. Оно покроет до 60 % потребности сети в макаронных изделиях и хлебобулочной продукции.

## Логистика
Для оптимизации перевозок и поддержания качества хранения товаров «Магнит» создал 37 распределительных центров, первый был открыт в Кропоткине в 2003 году. Распределительные центры представляют собой логистические комплексы со складами с разными условиями хранения, административно-бытовыми корпусами, зданиями автотранспортных предприятий, ремонтными мастерскими, заправками и мойками. В 2018 году общая складская площадь РЦ составила 1,6 млн кв.м.
Магазины сети обслуживают 35 автотранспортных предприятий. Собственный автопарк компании насчитывает свыше 6000 автомобилей.
В 2014 году «Магнит» стал единственным ретейлером, вошедшим в топ-10 российских импортеров. В первом полугодии число прямых контрактов с поставщиками достигло 744. Доля прямого импорта в выручке по состоянию на 1 полугодие 2018 года составляет 7 %.

## Персонал
По данным Forbes, в 2021 году «Магнит» вошёл в число крупнейших российских работодателей.

### Крупнейший работодатель
В 2021 году число сотрудников «Магнит», согласно рейтингу Forbes, составляет около 316 000 человек. Средняя зарплата по данным компании в 2020 году — 38 240 руб. С 2011 по 2018 год «Магнит» получал звание «Привлекательный работодатель», премия Superjob.ru. В 2021 году «Магнит» получил платиновый (наивысший) статус в рейтинге лучших работодателей по версии Forbes. Еженедельно компания открывает триста новых рабочих мест.
На 26 июля 2019 года в компании работает 300 тыс. сотрудников. Из них 78 % — женщины и 22 % — мужчины.
В 2023 году компания начала целевой набор работников из других стран, в том числе из Узбекистана, Киргизии и Индии.

## Галерея

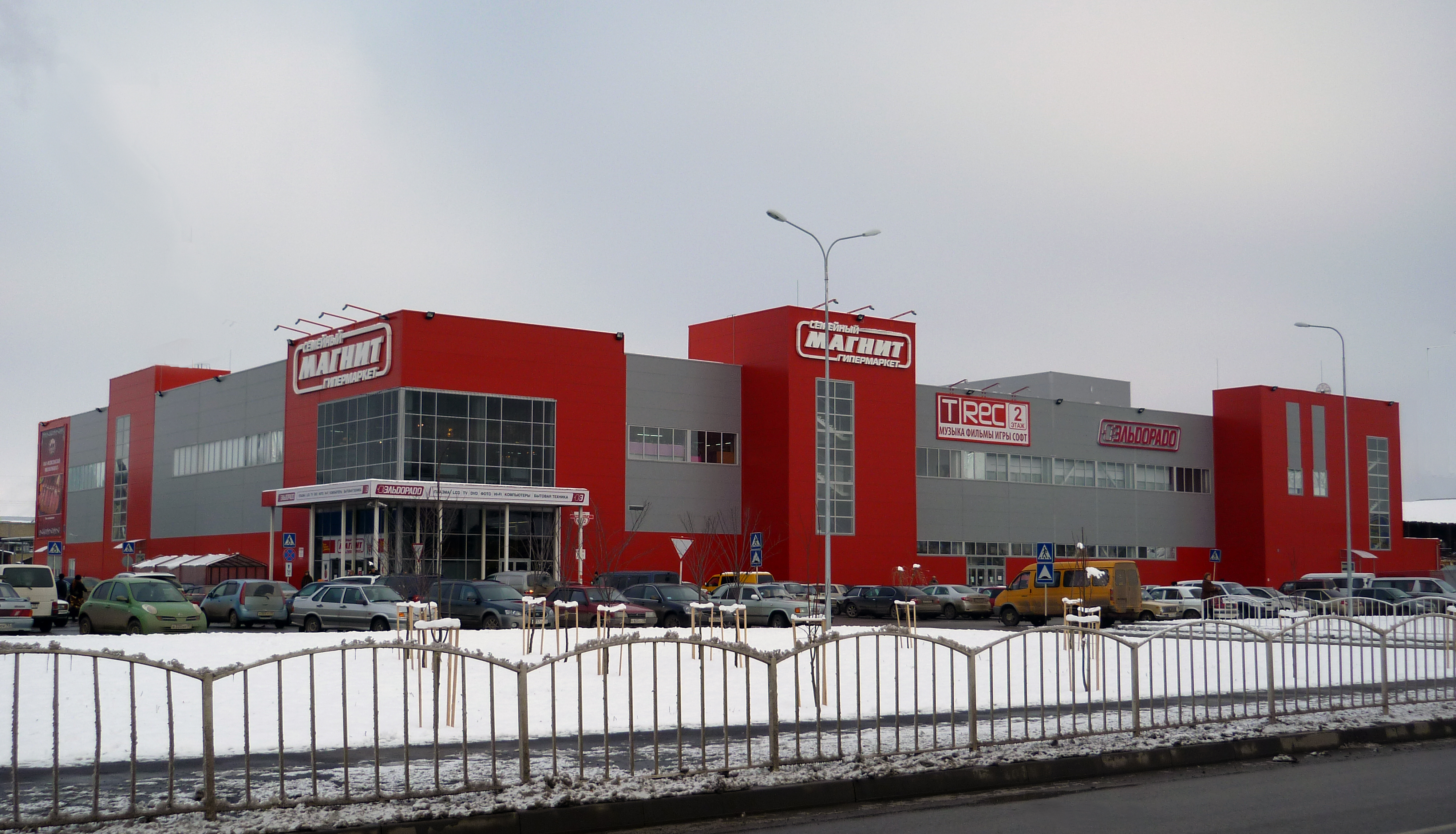
Гипермаркет «Магнит Семейный» в Армавире
Универсам в Тольятти